# Голуб пурпуровошиїй
Го́луб пурпуровошиїй (Patagioenas squamosa) — вид голубоподібних птахів родини голубових (Columbidae). Мешкає на Карибах.

## Опис

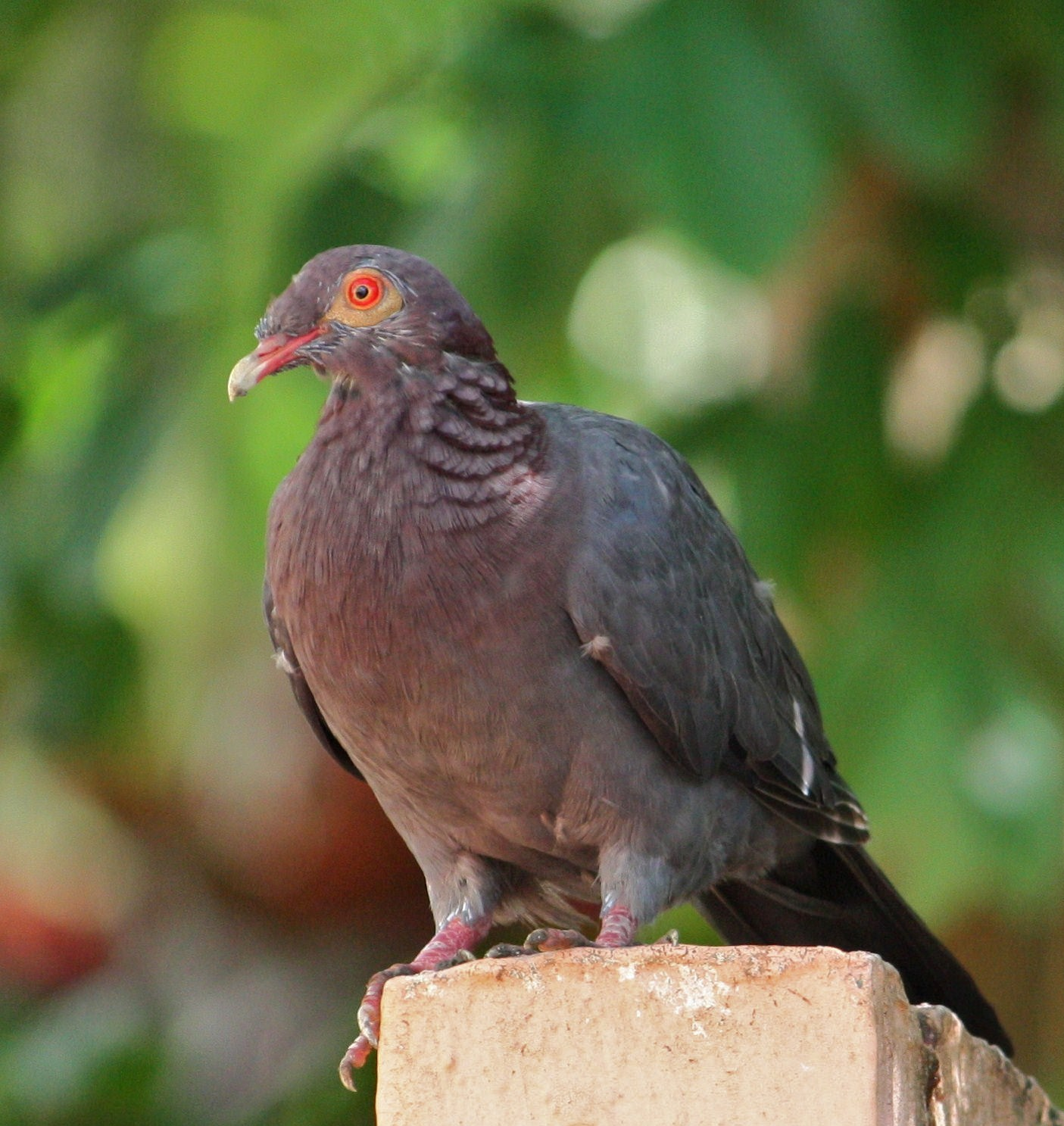
Пурпуровошиїй голуб

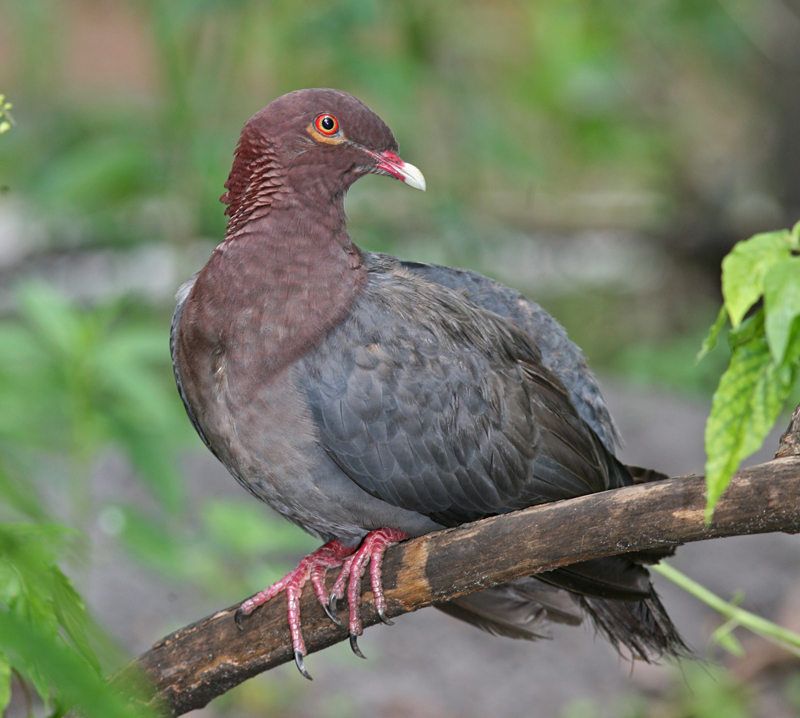
Пурпуровошиїй голуб

Довжина птаха становить 38-41 г. Виду не притаманний статевий диморфізм. Виду притаманний статевий диморфізм, голова і груди дещо світліші, мають пурпуровий відтінок, пера на шиї і потилиці мають пурпурові края. Дзьоб червонуватий, на кінці світліший. Лапи темно-червоні. Навколо очей червоні або оранжеві кільця, навколо них є плями голої червонуватої або жовтуватої шкіри.

## Поширення і екологія
Пурпуровошиї голуби мешкають на Великих Антильських островах (за винятком Ямайки) та на Малих Антильських островах. Вони живуть у вологих гірських і рівнинних тропічних лісах, місцями, зокрема на Барбадосі, в більш сухих і відкритих тропічних лісах, часто трапляються поблизу людських поселень. Зустрічаються на висоті до 2500 м над рівнем моря.
Пурпуровошиї голуби ведуть переважно деревний, осілий спосіб життя. Вони живляться різноманітними плодами, ягодами і насінням, а також листям, бутонами і дрібними равликами. Розмножуються протягом всього року, початок гніздування залежить від доступності їжі. Гніздо являє собою просту платформу з гілочок, розміщується на дереві або в чагарниках. В кладці одне яйце. Інкубаційний період триває 17-18 днів, пташенята покидають гніздо через 21-23 дні після вилуплення.